# زورقک شکننده
زورقک شکننده (نام علمی: Cymbium fragile) نام یک گونه از سرده زورقک‌ها است.